# Формула-1 — Гран-прі Італії 2007
Гран-прі Італії 2007 року — тринадцятий етап чемпіонату світу 2007 року з автоперегонів у класі Формула-1, відбувся з 7 по 9 вересня на трасі в Монці (Італія). Перемогу в цьому гран-прі святкував пілот команди «Макларен» Фернандо Алонсо.

## Перед гран-прі
Льюїс Хемілтон випереджував свого напарника по команді «Макларен» Фернандо Алонсо на 5 очок і посідав перше місце у таблиці чемпіонату світу. У Кубку конструкторів команда «Макларен» йшла попереду «Феррарі» з різницею у 11 очок, попри те, що на Гран-прі Угорщини команда не отримала жодного очка через інцидент Алонсо-Хемілтон.

## Кваліфікація
Кімі Ряйкконен вилетів з траси і розбив свою машину вранці перед кваліфікацією під час вільних заїздів. Через це він не зміг скласти гідну конкуренцію іншим пілотам у боротьбі за поул і у результаті посів лише п'яте місце. 
Фернандо Алонсо протягом всієї кваліфікаційної сесії виглядав краще за інших гонщиків і заслужено здобув поул. Інший гонщик команди «Макларен» Льюїс Хемілтон посів друге місце.

## Перегони
На старті великих змін у позиціях лідерів не відбулося. Алонсо першим увійшов у поворот, а за другу позицію розвернулася боротьба між Хемілтоном та Массою. Щоб утримати свою позицію Хемілтон здійснив ризикований маневр по зовнішньому радіусу, при цьому трохи зрізав шикану, але судді не побачили в цьому порушення. У цей же час Ряйкконен обігнав Ніка Хайдфельда і вийшов на четверту позицію.
Після аварії Девіда Култхарда (через пошкодження переднього спойлера машина шотландця на великій швидкості врізалася у відбійник у повороті Curva Grande) на трасі з'явилася машина безпеки.
На 9-му колі Феліпе Масса заїхав у бокси, після цього він проїхав ще одне коло, але пошкодження не дозволило йому продовжити перегони.
Ряйкконен вибрав стратегію одного піт-стопу, що дозволило йому певний час лідирувати у перегонах за рахунок пізнього піт-стопу. На 40-му колі, після другого піт-стопу, Хемілтон опинився позаду Ряйкконена, але вже через два кола зумів повернути собі другу позицію здійснивши обгін у першій шикані.
Ця перемога для Фернандо Алонсо стала першою на Гран-прі Італії і дев'ятнадцятою у кар'єрі. Вона дозволила йому зменшити відставання у чемпіонаті від Хемілтона до трьох очок. Алонсо виграв хет-трик, адже найшвидше коло також було показано ним. «Макларен» же здобув дубль, що дозволило збільшити відрив у Кубку Конструкторів від «Феррарі» до 23-х очок.

## Класифікація

### Кваліфікація
|    | Пілот               | Команда            | 1 частина | 2 частина | 3 частина |
| -- | ------------------- | ------------------ | --------- | --------- | --------- |
| 1  | Фернандо Алонсо     | Макларен-Мерседес  | 1:21.718  | 1:21.356  | 1:21.997  |
| 2  | Льюїс Хемілтон      | Макларен-Мерседес  | 1:21.956  | 1:21.746  | 1:22.034  |
| 3  | Феліпе Масса        | Феррарі            | 1:22.309  | 1:21.993  | 1:22.549  |
| 4  | Нік Хайдфельд       | Заубер-БМВ         | 1:23.107  | 1:22.466  | 1:23.174  |
| 5  | Кімі Ряйкконен      | Феррарі            | 1:22.673  | 1:22.369  | 1:23.183  |
| 6  | Роберт Кубіца       | Заубер-БМВ         | 1:23.088  | 1:22.400  | 1:23.446  |
| 7  | Хейкі Ковалайнен    | Рено               | 1:23.505  | 1:23.134  | 1:24.102  |
| 8  | Ніко Росберг        | Вільямс-Тойота     | 1:23.333  | 1:22.748  | 1:24.382  |
| 9  | Ярно Труллі         | Тойота             | 1:23.724  | 1:23.107  | 1:24.555  |
| 10 | Дженсон Баттон      | Хонда              | 1:23.639  | 1:23.021  | 1:25.165  |
| 11 | Марк Веббер         | Ред Булл-Рено      | 1:23.575  | 1:23.166  |           |
| 12 | Рубенс Барікелло    | Хонда              | 1:23.474  | 1:23.176  |           |
| 13 | Александр Вюрц      | Вільямс-Тойота     | 1:23.739  | 1:23.209  |           |
| 14 | Ентоні Девідсон     | Супер Агурі-Хонда  | 1:23.646  | 1:23.274  |           |
| 15 | Джанкарло Фізікелла | Рено               | 1:23.559  | 1:23.325  |           |
| 16 | Себастьян Феттель   | Торо Россо-Феррарі | 1:23.578  | 1:23.351  |           |
| 17 | Такума Сато         | Супер Агурі-Хонда  | 1:23.749  |           |           |
| 18 | Ральф Шумахер       | Тойота             | 1:23.787  |           |           |
| 19 | Вітантоніо Ліуцці   | Торо Россо-Феррарі | 1:23.886  |           |           |
| 20 | Девід Култхард      | Ред Булл-Рено      | 1:24.019  |           |           |
| 21 | Адріан Сутіл        | Спайкер-Феррарі    | 1:24.699  |           |           |
| 22 | Сакон Ямамото       | Спайкер-Феррарі    | 1:25.084  |           |           |

### Перегони
|      | Пілот               | Команда            | Кіл | Час            | Старт | Очок |
| ---- | ------------------- | ------------------ | --- | -------------- | ----- | ---- |
| 1    | Фернандо Алонсо     | Макларен-Мерседес  | 53  | 1:18:37.806    | 1     | 10   |
| 2    | Льюїс Хемілтон      | Макларен-Мерседес  | 53  | +6.0           | 2     | 8    |
| 3    | Кімі Ряйкконен      | Феррарі            | 53  | +27.3          | 5     | 6    |
| 4    | Нік Хайдфельд       | Заубер-БМВ         | 53  | +56.5          | 4     | 5    |
| 5    | Роберт Кубіца       | Заубер-БМВ         | 53  | +60.5          | 6     | 4    |
| 6    | Ніко Росберг        | Вільямс-Тойота     | 53  | +65.8          | 8     | 3    |
| 7    | Хейкі Ковалайнен    | Рено               | 53  | +66.7          | 7     | 2    |
| 8    | Дженсон Баттон      | Хонда              | 53  | +72.1          | 10    | 1    |
| 9    | Марк Веббер         | Ред Булл-Рено      | 53  | +75.8          | 11    |      |
| 10   | Рубенс Барікелло    | Хонда              | 53  | +76.9          | 12    |      |
| 11   | Ярно Труллі         | Тойота             | 53  | +77.7          | 9     |      |
| 12   | Джанкарло Фізікелла | Рено               | 52  | +1 коло        | 15    |      |
| 13   | Александр Вюрц      | Вільямс-Тойота     | 52  | +1 коло        | 13    |      |
| 14   | Ентоні Девідсон     | Супер Агурі-Хонда  | 52  | +1 коло        | 14    |      |
| 15   | Ральф Шумахер       | Тойота             | 52  | +1 коло        | 18    |      |
| 16   | Такума Сато         | Супер Агурі-Хонда  | 52  | +1 коло        | 17    |      |
| 17   | Вітантоніо Ліуцці   | Торо Россо-Феррарі | 52  | +1 коло        | 19    |      |
| 18   | Себастьян Феттель   | Торо Россо-Феррарі | 52  | +1 коло        | 16    |      |
| 19   | Адріан Сутіл        | Спайкер-Феррарі    | 52  | +1 коло        | 21    |      |
| 20   | Сакон Ямамото       | Спайкер-Феррарі    | 52  | +1 коло        | 22    |      |
| схід | Феліпе Масса        | Феррарі            | 10  | задня підвіска | 3     |      |
| схід | Девід Култхард      | Ред Булл-Рено      | 1   | аварія         | 20    |      |

Найшвидше коло: Фернандо Алонсо — 1:22.871
Кола лідирування: Фернандо Алонсо — 48 (1-20, 26-53); Кімі Ряйкконен — 5 (21-25).